# Раймонд ван Барневельд
Раймонд ван Барневельд (нід. Raymond van Barneveld, нар. 20 квітня 1967, Гаага) — нідерландський професійний гравець у дартс, п'ятиразовий чемпіон світу з дартсу.

## Кар'єра в BDO
У 1987 році Барневельд розпочав брати участь у турнірах BDO. У 1991 році він дебютував на чемпіонатах світу BDO.

## Кар'єра в PDC
15 лютого 2006 року після гри в BDO впродовж 20 років Барневельд оголосив про свій перехід в PDC. Причиною цього кроку він назвав бажання регулярно грати проти найсильніших гравців, таких як Філ Тейлор.